# Dubí
Dubí (niem. Eichwald) − miasto w Czechach, w kraju ujskim.
31 grudnia 2003 powierzchnia miasta wynosi 3386 ha, a liczba jego mieszkańców 28 sierpnia 2006 wynosiła 8086 osób.

## Demografia
| Rok             | 1970  | 1980  | 1991  | 2001  | 2003  | 2006  |
| --------------- | ----- | ----- | ----- | ----- | ----- | ----- |
| Liczba ludności | 9 412 | 9 160 | 7 815 | 7 630 | 7 591 | 8 086 |

Źródło: Czeski Urząd Statystyczny

## Współpraca
- Arnstadt, Niemcy